# Różanka (ptak)
Różanka (Rhodonessa caryophyllacea) – gatunek dużego ptaka z rodziny kaczkowatych (Anatidae), widywanego dawniej punktowo na Równinie Gangesu, w Bangladeszu i nad rzecznymi bagnami Mjanmy. Inni umieszczają gatunek w osobnym rodzaju. Jego unikalność wynika z różowego ubarwienia głowy w połączeniu z ciemną resztą ciała. Dobrze widoczna plamka na skrzydle i smukła, długa szyja to cechy dzielone z pospolitą kaczką pstrodziobą (Anas poecilorhyncha). Osobliwe są również jaja różanki, ich kształt jest prawie kulisty. Nie wyróżnia się podgatunków.
Miejsce różanki w taksonomii budziło wiele sporów. Niektórzy uważają, że jest najbardziej spokrewniona z rodzajem Aythya i Netta, zwłaszcza z hełmiatką (Netta rufina). Od lat 50. XX wieku uważany za prawdopodobnie wymarły. Wiele przeprowadzonych poszukiwań nie potwierdziło dalszego istnienia gatunku. Przypuszcza się, że może żyć na niedostępnych obszarach rzecznych północnej Mjanmy. Parę niepotwierdzonych obserwacji z tego kraju przekonuje, by utrzymać status gatunku krytycznie zagrożonego i nie uznawać go jeszcze za gatunek wymarły. 

## Charakterystyka

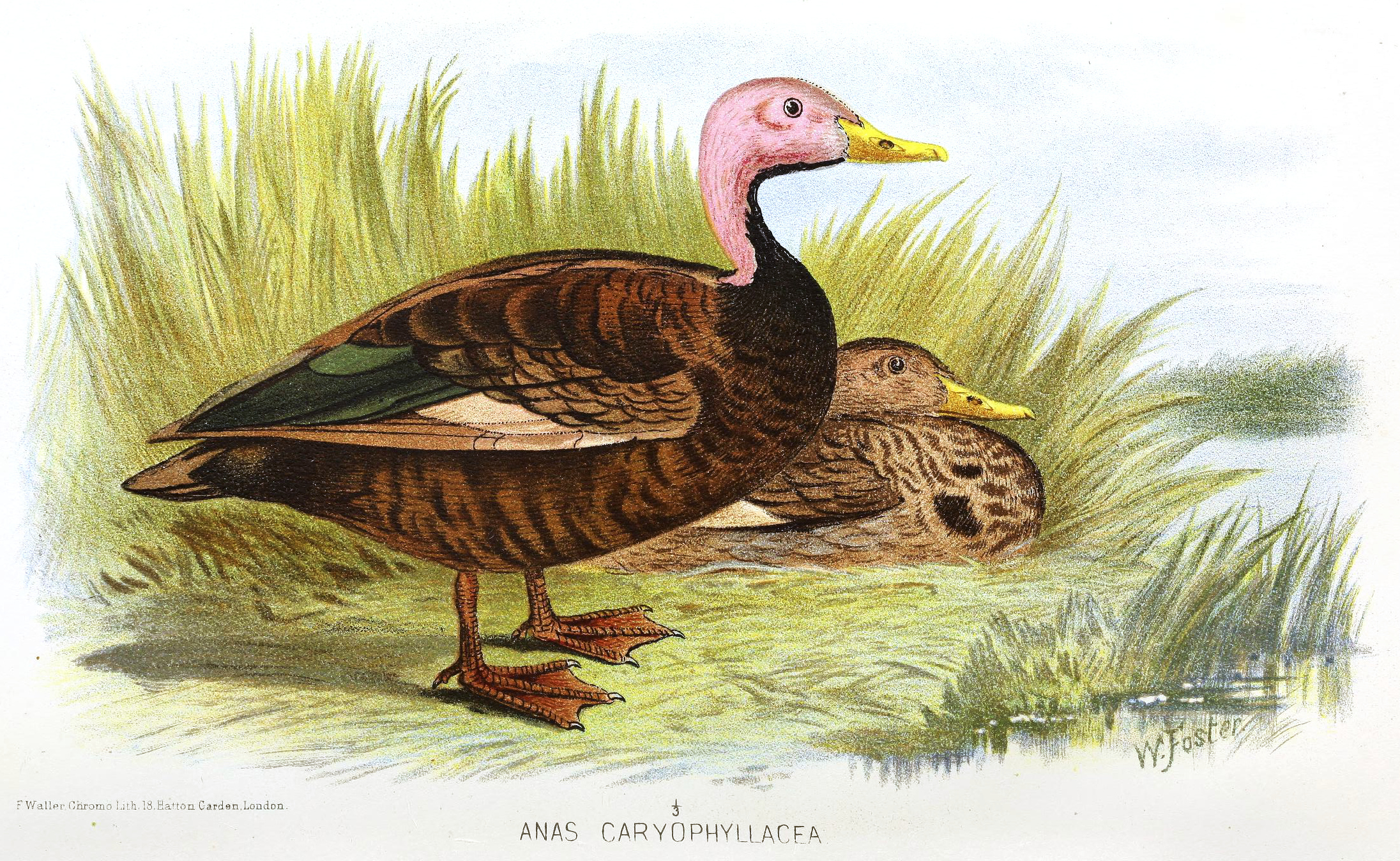
Historyczna ilustracja z The Game Birds of India, Burmah & Ceylon Hume’a i Marshalla (tu bez typowego grzebienia na głowie)

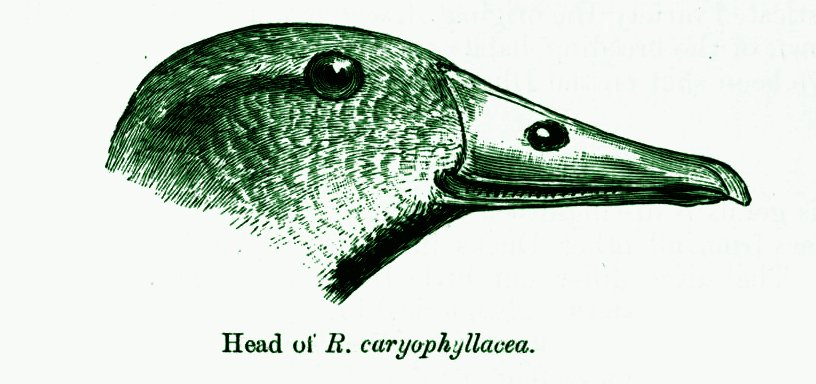
Przedstawienie głowy

Ptak ma około 60 cm długości, długi dziób, szyję i spiczastą głowę. Samiec ma różowy dziób, głowę i szyję, podczas gdy samica ma jasnoróżową głowę i szyję z bardziej bladym dziobem. Czerń ciała rozciąga się od wąskiego paska z przodu szyi. Na skrzydłach wyraźnie widać białą krawędź. W locie nie widać tak bardzo kontrastu z otaczającymi piórami, jak u piżmówki malajskiej. Skrzydła nie posiadają ciemnej ciągnącej się krawędzi, jak ma to miejsce u hełmiatki. Niepewności pojawiają się w porównaniu z samcami hełmiatki, zwłaszcza pływającymi (różnice tkwią bowiem w nogach), ponieważ pozostałe gatunki również mają rzucającą się w oczy czerwoną głowę (choć barwa właściwie różni się dość znacznie od koloru różanki). Z drugiej strony, kaczka pstrodzioba może być podobna do samicy różanki, zwłaszcza w locie lub widziana z daleka lub od tyłu. Podobnie rzecz się ma, jeśli chodzi o samce.
Górna część skrzydeł wygląda charakterystycznie dla gatunku, z różowo-beżowym lusterkiem, dużo jaśniejszym niż otaczające upierzenie, tylko u różanki (nie jak u kaczki pstrodziobej z ciemnozielonymi lotkami drugorzędowymi na lusterku i wyraźnie białymi trzeciorzędowymi). Jeśli skrzydła nie są dobrze widoczne, oba gatunki mogą być nierozróżnialne przez niedoświadczonego obserwatora.

## Zachowanie
Żerowiska różanki znajdują się na nizinnych bagnach i małych stawach leżących w wysokotrawiastej dżungli. Gniazdo ulokowane jest w trawie. Jaja, sześć lub siedem w lęgu, są bardzo kuliste i ubawione na kremową biel. Jaja mają od 1,71 do 1,82 cali długości i od 1,61 do 1,7 cali szerokości.
Uważa się, że był to ptak niemigrujący. Widywano go pojedynczo, w parach lub bardzo rzadko w małych grupach. Sądzi się, że różanka karmi się roślinami wodnymi i mięczakami. Podobnie jak u hełmiatek, przyjmuje pionową postawę, aby chwycić pokarm (gruntuje) oraz moczy pokarm przed zjedzeniem. Nie nurkuje jak głowienka.

## Występowanie
Allan Octavian Hume i Stuart Baker zauważyli, że główne siedliska różanki znajdują się w północnym biegu Gangesu i na zachód od Brahmaputry, głównie w Maldah, Purnea, Madhubani i Purulia, obecnie stan Bihar. Pospolitsza miała być w Singhbumie. Hume odłowił w stanie Manipur osobnika ukrytego w gęstym sitowiu jeziora Loktak; jak stwierdził badacz, był to w tym rejonie bardzo rzadki ptak. Edward Blyth potwierdził, że różankę znaleziono w stanie Arakan w Birmie. Brian Houghton Hodgson posiadał w swej kolekcji okazy odłowione w Nepalu. Kilka obserwacji pochodzi z Delhi, Sindh i Pendżabu. Jerdon zdobył osobnika żyjącego na dalekim południu, choć nigdy osobiście nie obserwował ptaka w naturalnym środowisku, dopóki nie odwiedził Bengalu.

## Status i ochrona

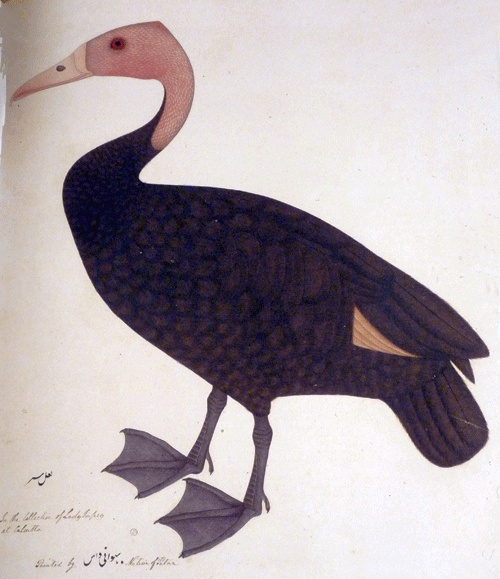
Rysunek Bhawani Das, ze zbiorów Lady Impey, około roku 1777

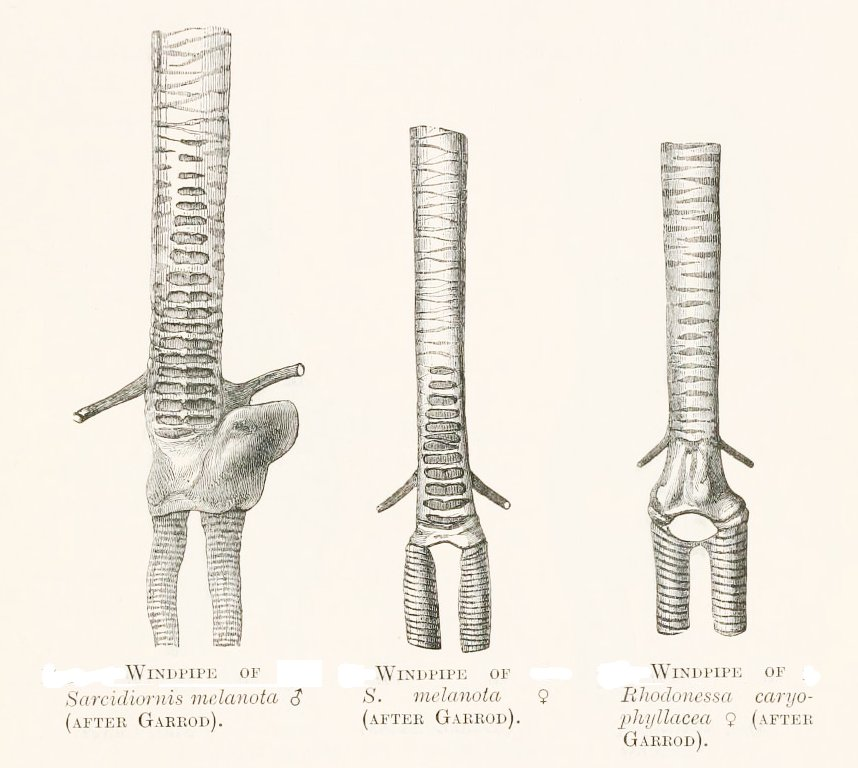
Struktura tchawicy w porównaniu z tym narządem u dziwonosa szarobocznego (Sarkidiornis melanotos)

Międzynarodowa Unia Ochrony Przyrody (IUCN) uznaje różankę za gatunek krytycznie zagrożony (CR – Critically Endangered) nieprzerwanie od 1994 roku.
Niegdyś kaczka ta występowała we wschodnich Indiach, Bangladeszu i w północnej Mjanmie, ale prawdopodobnie obecnie jest to już gatunek wymarły. Był to zawsze ptak rzadki. Ostatnia potwierdzona obserwacja C. M. Inglisa pochodzi z Bhagownie w dystrykcie Darbhanga z czerwca 1935 roku; niepotwierdzone raporty z Indii pojawiały się do wczesnych lat 60. XX wieku. Doniesienia pochodziły z Monghyru i z okolic Simli. Sidney Dillon Ripley datował wymarcie różanki na rok 1950. W 1988 roku Rory Nugent, amerykański ornitolog, i Shankar Barua z Delhi odnotowali pojedynczą obserwację trudnego do uchwycenia ptaka na brzegu Brahmaputry. Badacze rozpoczęli poszukiwania ptaka od Saikhoa Ghat na północno-wschodnim końcu biegu rzeki po hinduskiej stronie granicy. Po 29 dniach żeglowania Nugent poinformował, że widział różankę w stadzie innych ptaków wodnych. To stwierdzenie nie zostało w pełni zaakceptowane przez innych badaczy. Doniesienia o różance po latach 60. pochodziły w dużej mierze z niezbadanych obszarów dorzeczy rzek Mali Hka i Czinduin w północnej Mjanmie. Ze względu na słabe poznanie tych terenów, obserwacje te nie są uznane za wiarygodne i mogą być mylone z innymi gatunkami, np. hełmiatkami i kaczkami pstrodziobymi. Raport w oparciu o badania w dolinie Hu Kaung pochodzące z listopada 2003 roku stwierdził, że istnieją przekonujące powody, by sądzić, że różanka nadal żyje w północnej Mjanmie (w stanie Kaczin), ale nie udało jej się znaleźć w dolinie rzeki Nat Kaung, pomiędzy Kamaing i Shadusup w październiku 2005 roku. Pomimo zaobserwowania wielu kaczek, były to jednak głównie kaczki pstrodziobe i piżmówki malajskie. Przypuszcza się, że gatunek może prowadzić nocny tryb życia.
Powodem zaniku różanki jest prawdopodobnie zniszczenie jej naturalnych siedlisk. Nie wiadomo dlaczego niegdyś był to gatunek rzadki, ale małą liczebność tłumaczy się wyjątkowością gatunku (a nie słabym prowadzeniem badań), ponieważ jej środowisko w czasach kolonialnych było przeczesywane przez myśliwych. To oni częściej obserwowali różankę niż ornitolodzy, co wynikało z jej niezwykłego upierzenia. Jak większość grążyc ptak nie cechował się dużymi wymaganiami pokarmowymi, co powinno pomóc w przetrwaniu ostatnich osobników. Ostatnią różankę ustrzelił w 1935 roku w dystrykcie Darbhanga w stanie Bihar w Indiach, C. M. Inglis, który początkowo nawet nie wiedział, że to zrobił. Dopiero jego pies, aporter, przyniósł mu tę kaczkę. Niektóre ptaki trzymano w ptaszarni Jeana Théodora Delacoura w Clères we Francji i Alfreda Ezry w Foxwarren Park w Anglii, gdzie żyły ostatnie okazy w niewoli. To tu zrobiono jedyną znaną fotografię pary różanek w 1925 roku. Wykonał ją David Seth-Smith.